# Altenburg (Reutlingen)
Altenburg, Reutlingen-Altenburg — dzielnica miasta Reutlingen w Niemczech, w kraju związkowym Badenia-Wirtembergia.